# Haltérophilie aux Jeux olympiques d'été de 1988
Navigation
Los Angeles 1984 Barcelone 1992
Résultats des épreuves d'haltérophilie dans le cadre des Jeux olympiques d'été de 1988 à Séoul. Dix épreuves furent disputées. 
L'épreuve a été marquée par l'exclusion de l'équipe de Bulgarie à la suite du contrôle antidopage positif pour deux de ses athlètes.

## Tableau des médailles
| Rang  | Pays                 | Médaille d'or | Médaille d'argent | Médaille de bronze | Total |
| 1     | Union soviétique     | 6             | 2                 | 0                  | 8     |
| 2     | Bulgarie             | 2             | 1                 | 1                  | 4     |
| 3     | Allemagne de l'Est   | 1             | 1                 | 1                  | 3     |
| 4     | Turquie              | 1             | 0                 | 0                  | 1     |
| 5     | Hongrie              | 0             | 2                 | 0                  | 2     |
| 6     | Chine                | 0             | 1                 | 4                  | 5     |
| 7     | Allemagne de l'Ouest | 0             | 1                 | 2                  | 3     |
| 8     | Corée du Sud         | 0             | 1                 | 1                  | 2     |
| 9     | Roumanie             | 0             | 1                 | 0                  | 1     |
| 10    | Pologne              | 0             | 0                 | 1                  | 1     |
| Total | Total                | 10            | 10                | 10                 | 30    |

## Résultats
| Catégorie | Or                  | Argent             | Bronze              |
| 52 kg     | Sevdalin Marinov    | Byung-Kwan Chun    | Zhuoquiang He       |
| 56 kg     | Oksen Mirzoian      | He Yingqiang       | Shoubin Liu         |
| 60 kg     | Naim Süleymanoğlu   | Stefan Topourov    | Huanming Ye         |
| 67.5 kg   | Joachim Kunz        | Israil Militosian  | Jinhe Li            |
| 75 kg     | Borislav Gidikov    | Ingo Steinhofel    | Aleksandar Varbanov |
| 82.5 kg   | Israil Arsamakov    | István Messzi      | Lee Hyeong-geun     |
| 90 kg     | Anatoli Khrapaty    | Nail Muchamediarov | Sławomir Zawada     |
| 100 kg    | Pavel Kuznetzov     | Nicu Vlad          | Peter Immesberger   |
| 110 kg    | Juri Zacharevich    | József Jacsó       | Ronny Weller        |
| +110 kg   | Alexander Kurlovich | Manfred Nerlinger  | Martin Zawieja      |

- Mitko Grablev avait initialement remporté la médaille d'or en catégorie 56 kg mais elle lui a été retirée à la suite d'un contrôle antidopage.
- Angel Guenchev avait initialement remporté la médaille d'or en catégorie 67,5 kg mais elle lui a été retirée à la suite d'un contrôle antidopage. L'équipe de bulgarie a été exclue des jeux[1].
- Andor Szanyi avait initialement remporté la médaille d'argent en catégorie 100 kg mais elle lui a été retirée à la suite d'un contrôle antidopage.